# Diseae
Diseae – plemię roślin z rodziny storczykowatych (Orchidaceae). Obejmuje 10 rodzajów oraz około 320 gatunków występujących w Afryce, Azji i Oceanii.

## Systematyka
Plemię sklasyfikowane do podrodziny storczykowych (Orchidoideae) w rodzinie storczykowatych (Orchidaceae), rząd szparagowce (Asparagales) w obrębie roślin jednoliściennych.
Wykaz podplemion
- Brownleeinae H.P. Linder & Kurzweil
- Coryciinae Benth.
- Disinae Benth.
- Huttonaeinae Schltr.
- Satyriinae Schltr.